# Rio Cleja (Iminog)
O Rio Cleja (Iminog) é um rio da Romênia, afluente do Iminog, localizado no distrito de Olt.